# Kerry Holder
Kerry Jamal Holder (* 31. Oktober 1983 in Bridgetown) ist ein barbadischer Fußballtorhüter.

## Karriere

### Verein
Holder startete seine Karriere bei Bush Hall Barcelona. Anschließend folgten Stationen beim Barbados Defence Force SC, wo er die Saison 2008 auf Leihbasis bei Brittons Hill United FC verbrachte. Holder gewann mit den Brittons Hill die Meisterschaft der Premier Division und kehrte im Anschluss zur Barbados Defence Force zurück. Von dort ging er dauerhaft zum St. Leonard′s FC. Nach knapp drei Jahren bei St Leonard′s, schloss er sich den Rendezvous FC an.

### Nationalmannschaft
Holder ist Nationalspieler der Barbadischen Fußballnationalmannschaft. Im Herbst 2014 spielte er für sein Heimatland um den Caribbean Football Union Cup. Holder hatte sein A-Länderspieldebüt im Rahmen des Caribbean Cups 2012 am 27. September 2012 gegen Aruba.

## Erfolge
Barbados Premier Division (1)
- 2009